# Bahnstrecke Niederpöllnitz–Münchenbernsdorf
| Streckennummer: | 6682                                                    |                               |                               |
| Kursbuchstrecke: | 200 m (1909) 160g (1934) 169 g (1935) 187e (1944, 1967) |                               |                               |
| Streckenlänge: | 8,68 km                                                 |                               |                               |
| Spurweite: | 1435 mm (Normalspur)                                    |                               |                               |
| Maximale Neigung: | 15,9 ‰                                                  |                               |                               |
| Minimaler Radius: | 300 m                                                   |                               |                               |
| |                                                         |                               |                               |
| \| \| \| von Probstzella \| \| \| \| 0,00 \| Niederpöllnitz \| 328 m \| \| \| 0,10 \| nach Leipzig-Leutzsch \| nach Leipzig-Leutzsch \| \| \| 2,70 \| Großebersdorf \| 318 m \| \| \| 3,00 \| Anschl. „Materiallager/TABEG“ \| Anschl. „Materiallager/TABEG“ \| \| \| 6,19 \| Lederhose \| 358 m \| \| \| 7,10 \| Anschl. „Wifo“ \| Anschl. „Wifo“ \| \| \| 8,68 \| Münchenbernsdorf \| 349 m \| |                                                         |                               |                               |
| Strecke |                                                         | von Probstzella               | von Probstzella               |
| Bahnhof | 0,00                                                    | Niederpöllnitz                | 328 m                         |
| Abzweig geradeaus und nach rechts | 0,10                                                    | nach Leipzig-Leutzsch         | nach Leipzig-Leutzsch         |
| ehemaliger Bahnhof | 2,70                                                    | Großebersdorf                 | 318 m                         |
| Abzweig ehemals geradeaus und nach links | 3,00                                                    | Anschl. „Materiallager/TABEG“ | Anschl. „Materiallager/TABEG“ |
| Bahnhof (Strecke außer Betrieb) | 6,19                                                    | Lederhose                     | 358 m                         |
| Abzweig geradeaus und nach links (Strecke außer Betrieb) | 7,10                                                    | Anschl. „Wifo“                | Anschl. „Wifo“                |
| Kopfbahnhof Streckenende (Strecke außer Betrieb) | 8,68                                                    | Münchenbernsdorf              | 349 m                         |

Die Bahnstrecke Niederpöllnitz–Münchenbernsdorf war eine eingleisige nicht elektrifizierte Nebenbahn in Thüringen. Die 8,68 km lange Stichbahn wurde 1909 eröffnet und führte von Niederpöllnitz an der Bahnstrecke Leipzig–Probstzella nach Münchenbernsdorf.
Ursprünglich für die Teppichindustrie Münchenbernsdorf gebaut, blieb der Verkehr stets bescheiden. Eine gewisse Bedeutung erlangte die Bahnstrecke ab 1938 nur durch ein „Wifo“-Tanklager samt Anschlussbahn. Nach der Einstellung des Personenverkehrs 1967 wurde die Bahn praktisch nur noch für dieses Militärobjekt bei Lederhose und ein weiteres in den 1970er-Jahren bei Großebersdorf erbautes Tanklager betrieben. 1993 wurde nach der Einstellung des Güterverkehrs nur noch das Tanklager bei Großebersdorf bedient.

## Geschichte

### Vorgeschichte und Bau
Erstmals entstanden 1870 Pläne für einen Bahnbau. Die durch die Textilindustrie geprägte Gemeinde Münchenbernsdorf sollte dabei Kreuzungspunkt zwischen den Bahnstrecken Gera–Roda–Weimar und (Plauen)–Mehltheuer–Aubitz werden, diese Pläne wurden aber nicht verwirklicht.
Ab 1885 erwog man einen Bahnanschluss aus dem Nordosten. Verschiedene in Betracht gezogene Varianten mit Gera oder Töppeln als Ausgangspunkt favorisierten schließlich die Variante Gera–Münchenbernsdorf, weil dabei wesentliche Verkehrsströme berücksichtigt wurden. Die ebenfalls von Preußen angedachte Strecke Niederpöllnitz–Münchenbernsdorf wurde von vornherein abgelehnt. In den folgenden Jahren bis nach 1900 passierte gar nichts, alle Beteiligten stritten sich über die Streckenführung und Finanzierung. In der Zwischenzeit wurden weitere Pläne wie etwa einer Strecke Triptis/Pöllnitz–Münchenbernsdorf–Roda aufgestellt. Da 1906 eine direkte Omnibuslinie von Münchenbernsdorf nach Gera eingerichtet wurde und zudem Teppichfabrikanten ihre Anlagen in Münchenbernsdorf – die den Großteil des zu erwartenden Verkehrs ausmachen sollten – schlossen, schien es so, als würde die Stadt gar keinen Eisenbahnanschluss mehr erhalten. Der Bau der Bahnstrecke Gera–Münchenbernsdorf scheiterte immer wieder an Differenzen der Länder Reuß jüngerer Linie und Sachsen-Weimar-Eisenach, über deren Gebiet die Strecke führen sollte. Bereits 1905 hatte die Königliche Eisenbahndirektion Erfurt die Wirtschaftlichkeit der Strecke Niederpöllnitz–Münchenbernsdorf bestätigt. Dieses positive Ergebnis bewegte 1907 den Landtag in Weimar dazu, den zuvor jahrelang abgelehnten Ausgangspunkt Niederpöllnitz Gera vorzuziehen, da so die Strecke nicht mehr über reußisches Gebiet verlief.
Bau und Betriebsführung sollte die Preußische Staatsbahn übernehmen. Die eigentlichen Bauarbeiten für die Bahnstrecke Niederpöllnitz–Münchenbernsdorf begannen Ende 1908, die Betriebseröffnung war für Herbst 1909 vorgesehen. Im Sommer 1909 wurden die ersten Gleise auf der Trasse verlegt, die Fertigstellung der Strecke verzögerte sich aber bis Anfang November desselben Jahres.

### Bis zum Ende des Zweiten Weltkriegs

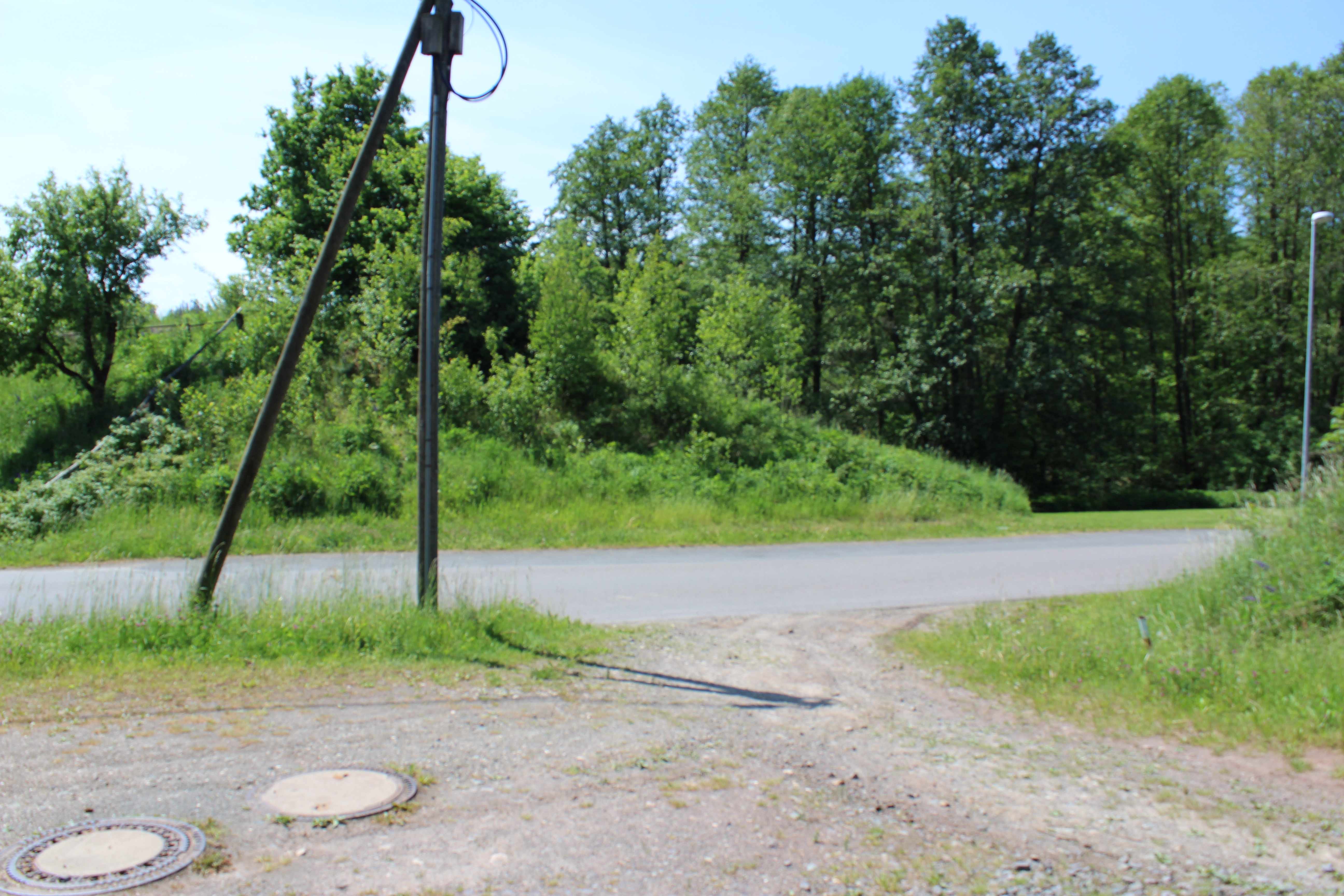
Frühere Straßenüberführung in Lederhose (2018)

Die Bahnstrecke wurde am 14. November 1909 eröffnet, der eigentliche Bahnbetrieb einen Tag später aufgenommen. Der zunächst angedachte Weiterbau nach Roda oder Hermsdorf kam bis zum Ausbruch des Ersten Weltkriegs nicht über das Planungsstadium hinaus. Nach dem Ende des Krieges war an einen Weiterbau nicht zu denken, die zu Anfang der 1930er-Jahre nochmals in dieser Richtung unternommenen Versuche verliefen genauso erfolglos.
Insgesamt entwickelte sich der Verkehr positiv, die prognostizierten Betriebsergebnisse wurden weit übertroffen, woran vor allem der Güterverkehr Anteil hatte, denn der Personenverkehr blieb stets bescheiden.
Ab 1935 kam es zu einer Verkehrssteigerung, als für den Bau der nahe an der Strecke vorbeiführenden Reichsautobahn große Teile des benötigten Baumaterials über die Bahnstrecke angeliefert wurden, auch die Bauelemente für die Talbrücke Tautendorf wurden bei Lederhose entladen.
Am Ende des Zweiten Weltkriegs, im April 1945, wurde das Tanklager bombardiert. Dabei wurden auch mehrere in Lederhose und Großebersdorf abgestellte Kesselwagen beschossen.

### DDR-Zeit
Der schon begonnene Streckenabbau als Reparationsleistung wurde abgebrochen, vermutlich wegen der militärischen Bedeutung des durch die Rote Armee übernommenen „Wifo“-Anschlusses.
Der geringe Personenverkehr – das Hauptverkehrsziel Gera war mit dem Omnibus immer wesentlich schneller zu erreichen – führte zu schlecht ausgelasteten Zügen. Daher wurde am 28. Mai 1967 der Personenverkehr eingestellt, der zuletzt ohnehin schon im Schienenersatzverkehr betrieben worden war.
Der verbliebene Güterverkehr beschränkte sich auf die Bedienung des ehemaligen „Wifo“-Anschlusses, eines Brennstoffhändlers in Lederhose sowie Kohlelieferungen für die Münchenbernsdorfer Teppichindustrie.

### Entwicklung seit 1990
Nach den wirtschaftlichen Veränderungen 1989/90 brach der verbliebene Güterverkehr fast völlig zusammen. Nach dem Abzug der GUS-Armee 1992/93 verblieb außer der Bedienung des Großebersdorfer Tanklagers praktisch fast kein Transportvolumen. Der Güterverkehr wurde daraufhin am 31. Dezember 1993 eingestellt. Die Strecke bis zum Tanklager bei Großebersdorf wurde 1994/95 grundlegend saniert, die bis zum Bahnhof Münchenbernsdorf am 27. Juni 1995 stillgelegt.
Im September 2008 erfolgte der Abbau der Gleise zwischen dem Anschluss Tanklager Lederhose und Münchenbernsdorf.

## Streckenbeschreibung

### Verlauf
Der Bahnhof Niederpöllnitz wird nach Nordosten verlassen, die Strecke senkt sich zunächst leicht. Nach dem Wechsel Richtung Nordwesten wird der mit 318 m tiefste Punkt passiert, danach steigt die Strecke wieder an. Kurz vor dem ehemaligen Bahnhof Großebersdorf wird die B 2 niveaugleich gekreuzt (⊙), der Bahnübergang ist seit 1994/95 mit einer Schranke gesichert. Hinter Lederhose wird der mit 366 m höchste Punkt der Strecke erreicht und es erfolgt eine erneute Richtungsänderung, die Strecke verläuft dann fallend bis zum Bahnhof Münchenbernsdorf erneut Richtung Nordosten.

### Betriebsstellen
Bahnhof Niederpöllnitz ⊙

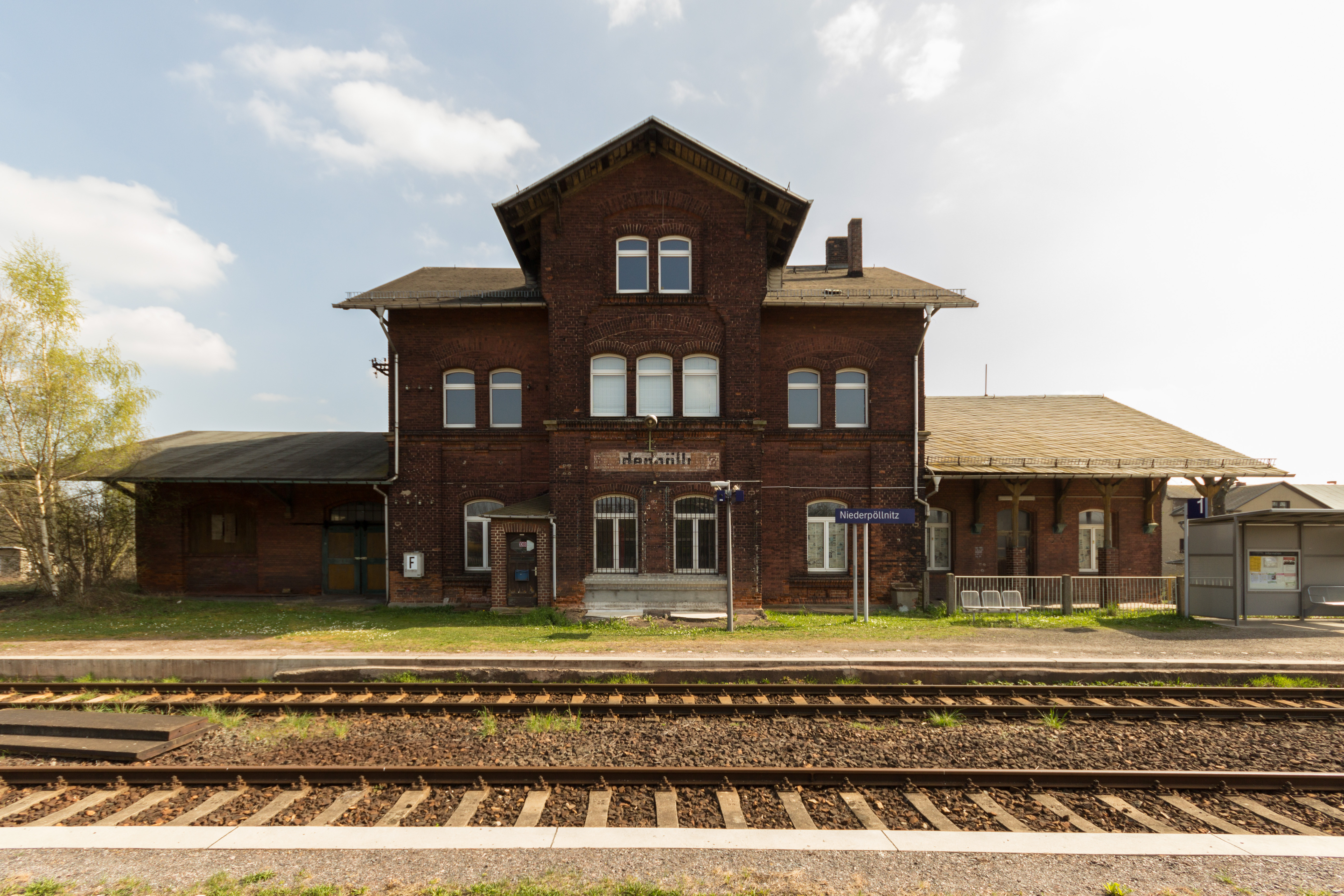
Bahnhof Niederpöllnitz

Der Bahnhof Niederpöllnitz wurde 1871 zusammen mit dem Abschnitt Gera–Eichicht der Bahnstrecke Leipzig–Probstzella eröffnet. Mit dem Bau der Stichbahn nach Münchenbernsdorf wurde der Bahnhof dementsprechend erweitert. Weitere Umbauten fanden in den 1970er-Jahren statt.
Bahnhof Großebersdorf ⊙

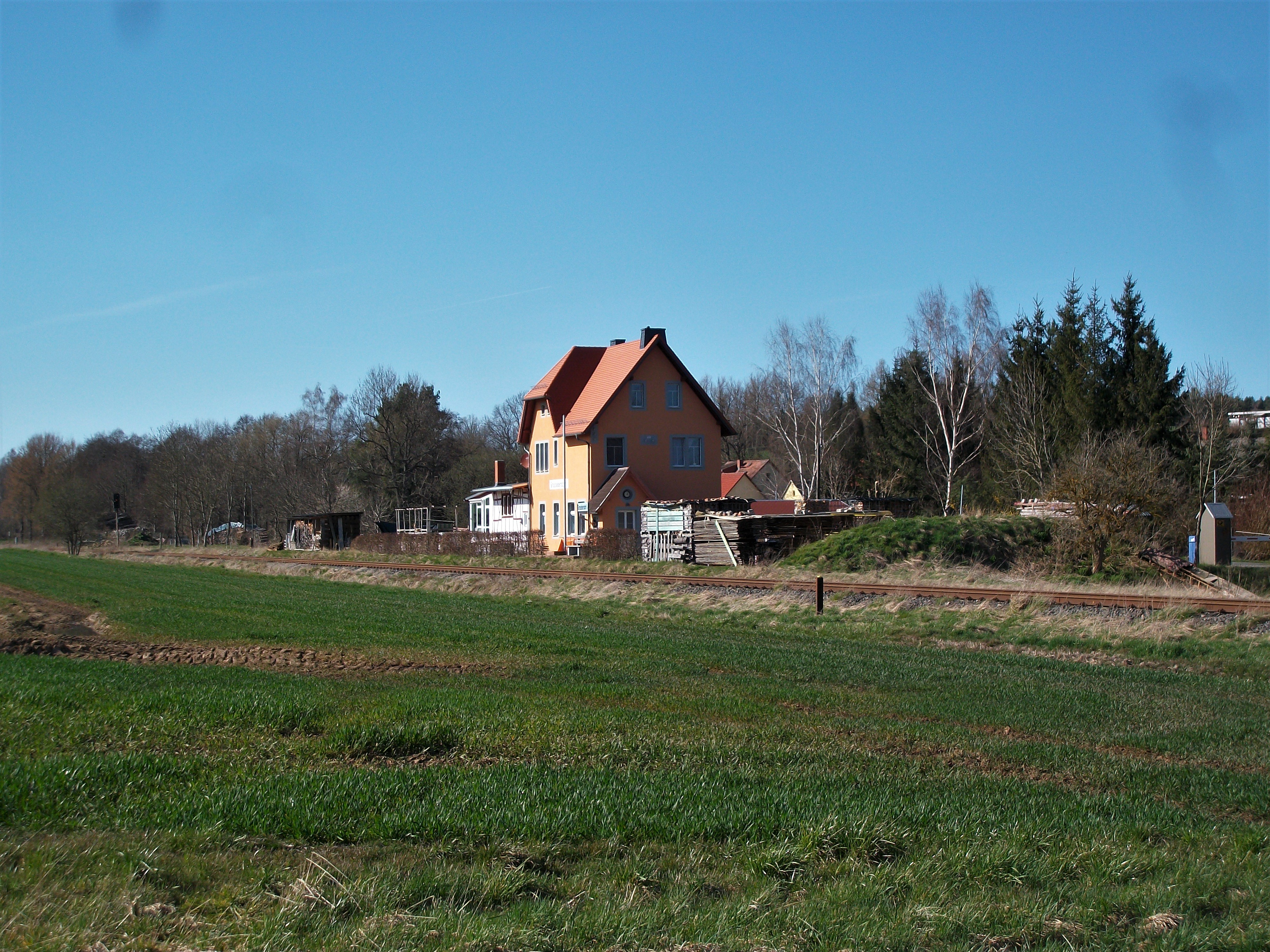
Bahnhof Großebersdorf, Empfangsgebäude (2022)

Die Gleisanlagen des Bahnhofs Großebersdorf bestanden anfangs aus dem durchgehenden Hauptgleis sowie einem beidseitig eingebundenen Ladegleis mit Laderampe, Ladestraße sowie dem Empfangsgebäude mit angebautem Güterschuppen. Seit Ende der 1960er-Jahre wird das Empfangsgebäude – das weitgehend baugleich mit dem des Bahnhofs Lederhose ist – anderweitig genutzt, das Ladegleis wurde vermutlich in den 1980er-Jahren abgebaut.
Anschluss „Materiallager/TABEG“ ⊙
Das Tanklager wurde in den 1970er-Jahren als „Tanklager 912“ errichtet und gehörte zur strategischen Staatsreserve. Die dazu gebaute Anschlussbahn hat eine Gleislänge von etwa 7 km, den Werksverkehr übernehmen zwei 220 PS starke Rangierlokomotiven, die baugleich mit der Baureihe 102 der DR sind.
Zunächst nur selten bedient, wurde die Anlage 1989/90 von der Tanklagerbetriebsgesellschaft mbH (TABEG) übernommen. Ein Teil der Vorräte gehört heute auch zur Staatsreserve der BRD.
Bahnhof Lederhose ⊙

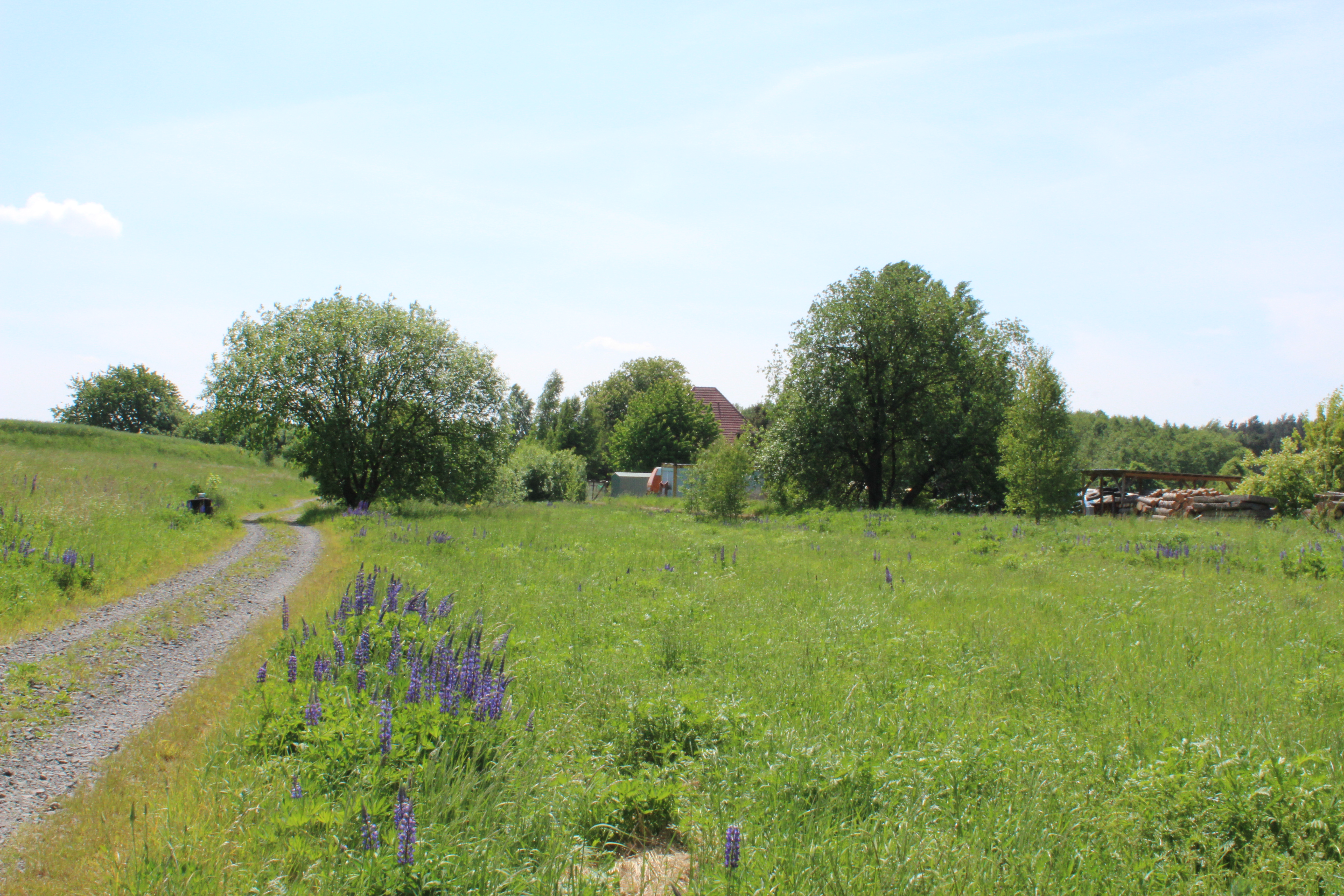
Bahnhof Lederhose (2018)

Der Bahnhof Lederhose entsprach zunächst weitgehend dem Bahnhof Großebersdorf. Das zweistöckige Empfangsgebäude besitzt ein Ziegelwalmdach und einen angebauten Güterschuppen. Zusammen mit dem Bau des Tanklagers wurde der Bahnhof um zwei Gleise erweitert. Beim Beschuss von im Bahnhof abgestellten Kesselwagen am Ende des Zweiten Weltkriegs wurden die Hochbauten des Bahnhofs beschädigt. Nach 1945 wurden die zwei Gleise demontiert.
Anschluss „Wifo“
Die Wifo baute ab 1938 im Wald bei Münchenbernsdorf unter dem Tarnnamen „Sonnentau“ ein unterirdisches Tanklager. Das im April 1945 bei einem Luftangriff beschädigte Tanklager wurde nach dem Ende des Zweiten Weltkriegs von der Roten Armee weitergenutzt. Das militärische Objekt wurde erst mit dem Abzug der GUS-Truppen 1992/93 aufgegeben.
Bahnhof Münchenbernsdorf ⊙

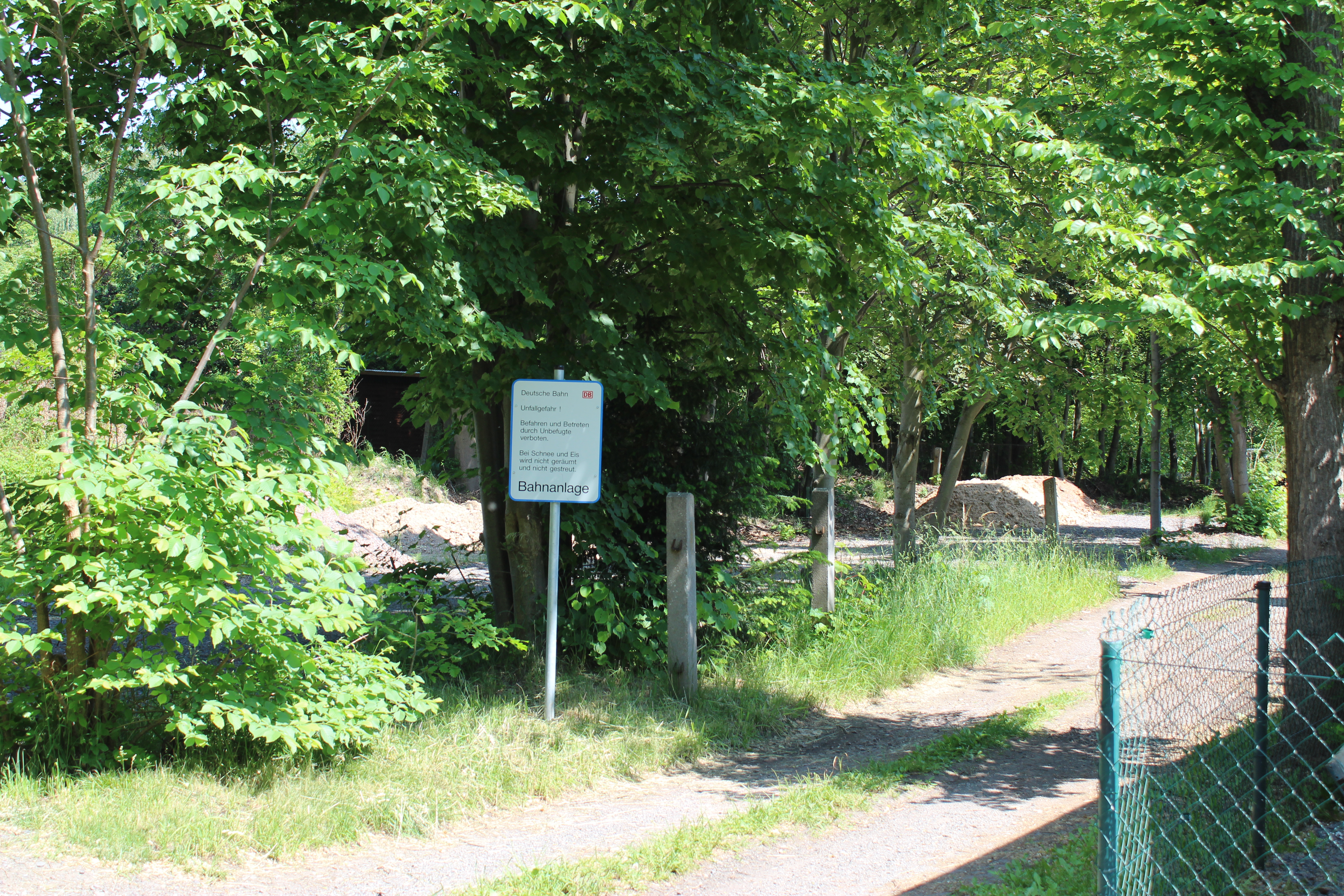
Bahnhof Münchenbernsdorf (2018)

Der Bahnhof Münchenbernsdorf war stets der Betriebsmittelpunkt der Stichbahn. An das mehrgeschossige Empfangsgebäude mit Walmdach ist der Güterschuppen angebaut. Dieser diente hauptsächlich dem Teppichversand und musste mehrmals erweitert werden. Weiterhin waren an Hochbauten auch ein zweiständiger Lokschuppen und ein Wasserturm vorhanden. Der Lokschuppen wurde zwischenzeitlich als Werkstatt genutzt, nach 1990 wurde das Gebäude ebenso wie der Wasserturm abgerissen.
Mindestens seit Ende der 1950er-Jahre war eine Kleinlok für Rangieraufgaben im Bahnhof stationiert, das Fahrzeug wurde erst nach der Einstellung des Güterverkehrs abgezogen.

## Lokomotiveinsatz
Anfangs wurden die Züge mit Lokomotiven der Baureihen G 3, G 5 und T 3 befördert. Danach kam bis Anfang der 1970er-Jahre die Baureihe 93.5-12 sowie die Baureihe 58 zum Einsatz. In der ersten Hälfte der 1970er-Jahre verkehrten auch die Baureihen 65.10 und 83.10. Auch die Baureihen 38, 41 und 58.30 wurden auf der Strecke eingesetzt.
Die Dampflokomotiven wurden Mitte der 1970er-Jahre durch die Baureihe 106 abgelöst, die Mitte der 1980er-Jahre durch die Baureihen 114 und 119 ergänzt wurden.
Die Ganzzüge waren mit den Baureihen 118, 120 oder 131 bespannt. Nach 1990 wurde dafür auch die Baureihe 232 genutzt. Mittlerweile sind auch schon NOHAB AA16 und Vossloh G 1700-2 BB zum Tanklager verkehrt.